# Q (James Bond)
För andra betydelser, se Q.
Q, eller Quartermaster är en fiktiv figur i filmerna och böckerna om James Bond. Q är MI-6:s fiktive materialansvarige och uppfinnare och är den som kommer fram med nya prylar till James Bond och de andra 00-agenterna. Han är chef för en avdelning som kallas Q-branch där alla agenternas olika (och ofta fantasifulla) prylar och hjälpmedel konstrueras och tillverkas. Han irriterar sig ofta på Bonds vana att alltid fingra på eller helt enkelt ha sönder allt han tilldelas under de olika uppdragen. I den första filmen (Agent 007 med rätt att döda) kallades Q för major Boothroyd, ett namn som även återkom i Älskade spion.
Sex personerna har spelat Q i de olika James Bond-filmerna: Peter Burton, Desmond Llewelyn, Geoffrey Bayldon, Alec McCowen, John Cleese samt Ben Whishaw. Den person som spelat Q i flest filmer är Desmond Llewellyn.

## Verklighetens Q
Ian Fleming döpte major Boothroyd efter Geoffrey Boothroyd, en skotsk vapenexpert som skrev brev till Fleming och föreslog att James Bond borde byta ut sin Beretta mot en Smith & Wesson, vilket han gör i boken Döden på Jamaica (Dr. No). I filmen Dr. No får han dock en Walther PPK.
Flemings rollfigur Q har en verklig förlaga i Charles Fraser-Smith, vars biografi heter ”The man who was ’Q’”.Fraser-Smith arbetade under andra världskriget med att bland annat utrusta såväl piloter som agenter och sabotörer med viss materiel. Fraser-Smith hade sin tjänst som civilanställd vid ”Ministry of Supply’s Clothing and Textile Department” (Dept. CT6) och tjänsten omfattade aktivt samarbete med bland annat brittiska Special Operations Executive (SOE), bildad av Winston Churchill i juni 1940 och en föregångare till Special Air Service (SAS). Idag finns motsvarigheten till Flemings Q-branch grupperad tillsammans med Special Air Service (SAS) i Hereford, och har bland annat som uppgift att följa upp materielutveckling, vapenanvändning (inte minst vid kravaller och terrordåd inom så kallad lågintensiv krigföring) samt att ta fram egen materiel, till exempel i form av överlevnadsutrustning.